# Cyrtorchis acuminata
Cyrtorchis acuminata är en orkidéart som först beskrevs av Robert Allen Rolfe, och fick sitt nu gällande namn av Rudolf Schlechter. Cyrtorchis acuminata ingår i släktet Cyrtorchis, och familjen orkidéer. Inga underarter finns listade i Catalogue of Life.